# حصار قاعدة أبو الظهور الجوية
حصار قاعدة أبو الظهور الجوية كانت معركة من أجل السيطرة على قاعدة أبو الظهور الجوية الواقعة في محافظة إدلب خلال الحرب الأهلية السورية. نجحت المعارضة المسلحة في السيطرة على القاعدة يوم 9 سبتمبر 2015 بعد أن كانت محاصرة منذ سبتمبر 2012.

## أعقاب
في 18 سبتمبر 2015، نفذ مسلحون تابعون لجماعات إسلامية متشددة إعداماً جماعياً بحق 56 من أفراد القوات المسلحة السورية في قاعدة أبو الظهور الجوية، ليرتفع إلى 71 عدد العناصر الذين تم إعدامهم منذ السيطرة على المطار.